# Hettita királynék listája
A hettita királynék viszonylag ismeretlenek a történelem számára. Néhányukról részletesebb információink vannak – mint például Aszmu-Nikal vagy Puduhepa –, legtöbbjükről azonban a nevükön kívül semmit sem tudunk, vagy még azt sem. Ugyanakkor fontos szerepet játszhattak a Hettita Birodalom életében, hiszen egyfajta nőági örökösödés nyomai vehetők ki a töredékes családinformációkból – de legalábbis több király uralkodói jogcíme hercegnőkkel kötött házasságra vezethető vissza. A hettita újbirodalom korában a hettita királynék gyakorlatilag mindannyian hurri származásúak voltak.
Címük a sumer/akkád logogramokkal írt SAL.LUGAL (szó szerint „női király” 𒊩𒈗), királyi feleség, valamint állandó jelző, vagy felvett név a tavannanna.

## A Birodalom királynéi

### Óhettita kor
| név             | idő                 | férj            | megjegyzés                                                                       |
| --------------- | ------------------- | --------------- | -------------------------------------------------------------------------------- |
| Va(…)cijasz     | i. e. 17. század    | (0.) Huccijasz  | fu̯a[...]zii̯aš, fwa[...]ziyaš, f(u̯a)-zi                                           |
| Tavannanna      | i. e. 16. század    | I. Labarnasz    | ftau̯annanna, ftawannanna Minden későbbi királyné címként viselte a nevét         |
| Kadduszi        | i. e. 16. század    | I. Hattuszilisz | fGAD/kad/kat-du-ši, kadduši, gadduši                                             |
| Kalisz          | i. e. 16. század    | I. Murszilisz   | fkali                                                                            |
| I. Harapszilisz | i. e. 16–15. század | I. Hantilisz    | fḫa-ra-ap-ši-li, fḫa-ra-ap-še-ki(-li), dU ḫa-ra-ap-še-li, I. Murszilisz testvére |
| (…)-szaltasz    | i. e. 15. század    | I. Cidantasz    | f[...]šaltaš Hantilisz és Harapszilisz leánya                                    |
| (…)-tavanna     | i. e. 15. század    | Ammunasz        | f[...]tau̯anna, ftawanna                                                          |

### Középhettita kor
| név              | idő                 | férj                                         | megjegyzés                                                                                |
| ---------------- | ------------------- | -------------------------------------------- | ----------------------------------------------------------------------------------------- |
| Isztaparijasz    | i. e. 15. század    | Telipinusz                                   | fištaparii̯aš, fištapariyaš I. Cidantasz leánya                                            |
| II. Harapszilisz | i. e. 15. század    | Alluvamnasz                                  | fḫarapšiliš Telepinusz leánya                                                             |
| II. Harapszilisz | i. e. 15. század    | II. Hantilisz                                | fḫarapšiliš Telepinusz leánya                                                             |
| Ijaja            | i. e. 15. század    | II. Cidantasz                                | fi̯ai̯aš, fyayaš, fi-ya-ya(-aš)                                                             |
| Szummirisz       | i. e. 15. század    | II. Huccijasz                                | fšummiriš                                                                                 |
| Valannisz        | i. e. 15–14. század | I. Muvatallisz                               | fu̯alanniš, fwalanniš                                                                      |
| Katteszhapi(?)   | i. e. 15–14. század | I. Muvatallisz                               | fkattešḫapi                                                                               |
| Nikalmati        | i. e. 14. század    | I. Tudhalijasz                               | fni-kal-ma(-ti), fni-gal9-ma                                                              |
| Aszmu-Nikal      | i. e. 14. század    | I. Arnuvandasz                               | faš-mu-ni(-kal) I. Tudhalijasz és Nikalmati leánya                                        |
| Szatanduhepa     | i. e. 14. század    | II. Tudhalijasz                              | luvi ša3-ta3-tu-ḫa-pa MAGNUS.DOMINA, hettita ...]ša-ta-an-du-ḫe2-pa, fš]a-ta-an-du-he2-pa |
| I. Taduhepa      | i. e. 14. század    | (talán II. Tudhalijasz, és) II. Hattuszilisz | fta-du-ḫe2-pa vagy Daduhepa                                                               |

### Újbirodalom
| név            | idő                 | férj                                | megjegyzés |
| -------------- | ------------------- | ----------------------------------- | --- |
| Henti          | i. e. 14. század    | I. Szuppiluliumasz                  | fḫi-in-ti-i |
| Nikalmal       | i. e. 14. század    | I. Szuppiluliumasz                  | Nikalman II. Burnaburias leánya |
| Mal-Nikal      | i. e. 14. század    | II. Arnuvandasz vagy II. Murszilisz | Bizonytalan, hogy II. Murszilisz idején az előző királynét megillető helyet foglalta el, vagy Murszilisz első felesége volt-e. Még az is lehet, hogy Nikalmallal, Szuppiluliumasz feleségével azonos. Lásd: Nikalmal. |
| Amminnaja(?)   | i. e. 14. század    | II. Arnuvandasz                     | fam-mi-en-na-ya |
| Gasszulavijasz | i. e. 14–13. század | II. Murszilisz                      | fka-šu-la-wi5-ya-aš |
| Tanuhepa       | i. e. 13. század    | II. Murszilisz második felesége     | fta-nu-ḫe2-pa-aš |
| Puduhepa       | i. e. 13. század    | III. Hattuszilisz                   | fpu-du-ḫe2-pa-aš, Pentibszarri leánya |
| II. Taduhepa   | i. e. 13. század    | III. Tudhalijasz                    | fta-du-ḫe2-pa-aš |

## Más ismert hettita hercegnők és királynék
| név                | idő              | férj           | megjegyzés |
| ------------------ | ---------------- | -------------- | --- |
| Hasztajarasz       | i. e. 16. század | Marattisz      | fḫa-aš-ta-ya(-ri), fḫi-iš-ta-ya(-ra) I. Hattuszilisz és Kadduszi leánya                                          |
| Muvatti            | i. e. 14. század | Maszkhuiluva   | hettita fmu-u-u̯a-at-ti(-in/iš), fmu-u-u̯a-tin/tiš, luvi mu(-wa)-ti REX.FEMINA/REX.FILIA I. Szuppiluliumasz leánya |
| Masszanauccisz     | i. e. 13. század | Maszturi       | DINGIRMEŠ.IR II. Murszilisz és Gasszulavijasz leánya                                                             |
| Kiluszhepa         | i. e. 13. század | Ari-Szarruma   | fkiluš-ḫepa III. Hattuszilisz leánya                                                                             |
| Maathórnofruré     | i. e. 13. század | II. Ramszesz   | III. Hattuszilisz és Puduhepa leánya                                                                             |
| II. Gasszulavijasz | i. e. 13. század | Bentesina      | fka-šu-la-wi5-ya III. Hattuszilisz és III. Puduhepa leánya                                                       |
| Ehli-Nikal         | i. e. 13. század | III. Hammurapi | feḫ-li-ni-kal II. Szuppiluliumasz vagy Bentesina és II. Gasszulavijasz leánya                                    |